# Ariastes
Ariastes is een kevergeslacht uit de familie van de boktorren (Cerambycidae). De wetenschappelijke naam van het geslacht werd voor het eerst geldig gepubliceerd in 1896 door Fairmaire.

## Soorten
Ariastes omvat de volgende soorten:
- Ariastes monostigma Fairmaire, 1896
- Ariastes muellerae Vives, 2003